# MinutePhysics
MinutePhysics — образовательный канал на YouTube, созданный Генри Рейхом. В видеороликах используется анимация, видео на тему физики. На январь 2023 года на канале более 5 миллионов подписчиков.
О канале и его роликах рассказывалось в некоторых изданиях; PBS NewsHour, HuffPost, NBC и Gizmodo.

## Детство и начало карьеры
В своём интервью для издания Humans and Science Генри признался, что испытывал интерес к науке с детства, следуя примеру родителей, вышедших из академической среды. Его отец - профессор экологии, а мать до рождения детей занималась биологией и преподавала её в школе.

Генри поступил в Гриннеллский колледж на факультет естественных наук, где изучал много дисциплин, но именно благодаря университету будущий блогер решил связать свою жизнь с физикой. 
Мне нравился тип мышления, присущий физике, и мышление, ориентированное на математическую логику.
Генри получил магистерскую степень в Институте теоретической физики Периметр, и даже планировал защитить докторскую, но, по собственному признанию, "отвлёкся на YouTube".

## Видео
Самое популярное видео набрало более 11 миллионов просмотров. В ещё одном ролике Рейх рассказывает, что розовый оттенок на самом деле не цвет. На канал также были загружены три видео, повествущих о бозоне Хиггса.
По состоянию на январь 2024 года YouTube-канал minutephysics приносит от 3269 до 26 200 долларов в месяц с помощью AdSense.

## Сотрудничество
Работал над некоторыми выпусками с каналом Vsauce, с директором Периметра Института теоретической физики. Были выпуски с участием Нила Тайсона, и с артистом Томом Скоттом. Рейх также записывал видео с космологом Шоном Кэрроллом а также ролик на тему времени и энтропии с 3Blue1Brown.

## Подкаст
Канал MinutePhysics доступен в iTunes.

## Другие каналы
В октябре 2011 года Рейх создал второй канал MinuteEarth (2,22 млн. подписчиков), ролики содержанием касающихся физических свойств и явлений, которые происходят на Земле, и третий MinutoDeFisica (266 тысяч подписчиков).